# Ліґа американських українців
Лі́ґа америка́нських украї́нців — ліва прорадянська громадська організація українців у США.

## Історія
Заснована 1924 року на 1-му українському робітничому конгресі в Нью-Йорку на базі десятків українських робітничих товариств і драматичних та хорових гуртків, що існували як залишки розгромленої 1920 року організації українських класово-свідомих робітників.
Спершу організація називалась Союзом робітничих організацій, а з 1932 року — Ліґою американських українців (Ліґа Американських Українців).
Ліґа американських українців організовувала школи для навчання дітей української мови, курси для підготовки організаційних працівників, учителів, режисерів і диригентів для мистецьких гуртків самодіяльності, влаштовувала масові громадські збори і лекції як засіб пропагування миру і дружби народів та успіхів в СРСР, створювала бібліотеки і видавала літературу, допомагала морально і матеріально «революційному рухові» в Західній Україні (під владою Польщі), збирала кошти на допомогу жертвам поводі і «пацифікації», на допомогу борцям проти фашизму в Іспанії.
У роки Другої світової війни Ліґа американських українців допомагала жертвам фашизму і тісно співробітничала з Комітетом допомоги Радянському Союзові та з іншими організаціями, які обстоювали «дружбу народів» СРСР і США. Зокрема, вона зібрала понад $100 тисяч на обладнання госпіталю матері й дитини у Львові. Ліґа американських українців мала свої відділи в багатьох містах США, де жили трудящі українці.
Видавала друкований орган — газету «Українські вісті». Припинила своє існування у 1990-х..
Відомими організаторами і керівниками Ліґи американських українців були М. Ткач, Михайло Андрійчук, Микола Тарновський, М. Ракочій, В. Рибак, Петро Керкера.